# 1730 au Canada
Pour un article plus général, voir Chronologie du Canada.
Cet article traite des événements qui se sont produits durant l'année 1730 au Canada.

## Événements

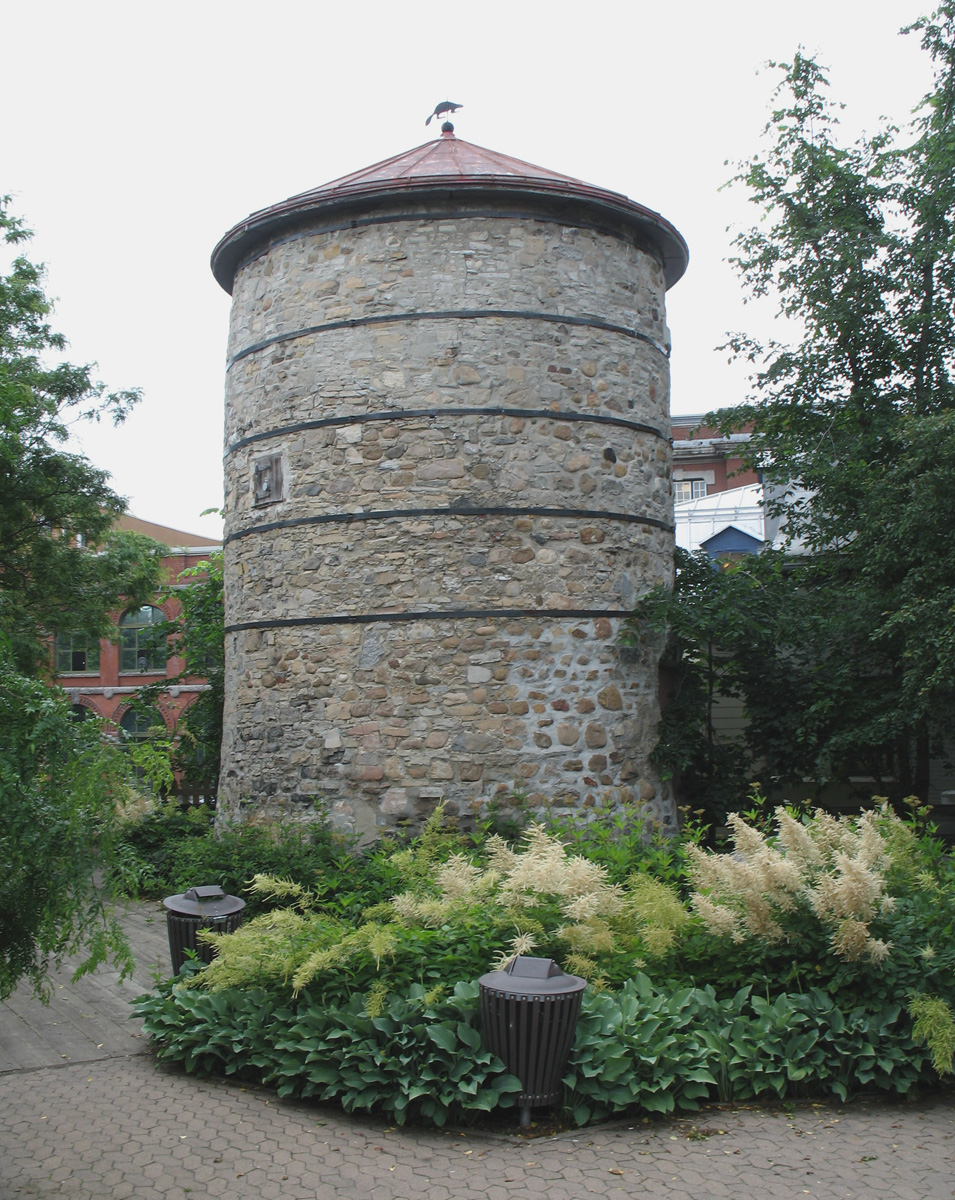
Moulin à vent de l'Hôpital-Général-de-Québec

### Nouvelle-France
- 25 mars : François Poulin de Francheville obtient un brevet d’exploitation du minerai de fer et crée les Forges du Saint-Maurice, la première industrie lourde du Canada, près de Trois-Rivières[1].
- Mars, seconde guerre Fox : des troupes françaises commandées par Paul Marin de la Malgue attaquent les amérindiens Renards à la Butte des Morts. Les Renards décident de fuir vers le territoire Iroquois à l'est[2]. Ils sont rattrapés par les français et leurs alliés amérindiens en août. Les Renards construisent un fort en vitesse.

- 16 juin : Jean Bouillet de la Chassaigne devient gouverneur de Montréal[3].

- 2 août : le navire Le Héros commandé par Henri-François des Herbiers, marquis de l'Estenduère, apporte de France quinze prisonniers appelés faux sauniers[4]. Ils ont fait la contrebande de sel et sont condamnés à s'établir en Nouvelle-France. Ils sont 585 faux sauniers à être déportés ainsi entre 1730 et 1743[5].

- 10 août : le sieur de Saint Ange avec le contingent d'Illinois, composé de réguliers français, d'esclaves africains armés et d'amérindiens, arrive devant le campement des Renards, rejoint par Villiers, commandant du fort Saint-Joseph le 10 août, et quelques jours plus tard par Noyelles, commandant du fort Miami[6]. Les Renards tentent de fuir la nuit du 9 septembre mais ils sont pris par leurs ennemis amérindiens. Ils engagent une bataille où il y a 500 morts et 400 prisonniers. Les prisonniers sont amenés en esclavage par les français[7].

- Septembre : reconstruction du Fort Beauharnois sur des terres plus hautes dans le Minnesota actuel[8].

- Fondation de Caraquet.
- Construction du Moulin à vent de Verchères.

### Possessions anglaises
- La Compagnie de la Baie d'Hudson réinstalle le poste de Moose Factory au sud de la Baie James.

## Naissances
- 3 juillet : Anne-Joseph-Hippolyte de Maurès de Malartic, militaire († 28 juillet 1800).
- Raymond Bourdages, marchand († 10 août 1787).

## Décès
- 8 avril : Marie Morin, religieuse hospitalière.
- 15 octobre : Antoine de Lamothe-Cadillac, fondateur de Fort Détroit (° 5 mai 1658).